# Англо-валлийский кубок
Англо-валлийский кубок (англ. Anglo-Welsh Cup, валл. Cwpan Eingl-Gymreig) — турнир по регби-15, проводимый между двенадцатью командами английской Премьер-лиги и четырьмя валлйискими коллективами Про12. Нынешнее коммерческое название состязания — LV= Cup. Турнир проводится по системе плей-офф. До сезона 2005/06 участие в кубке было доступно для любых английских команд. Команда «Бат» становилась победителем кубка десять раз, вторым наиболее успешным клубом является «Лестер Тайгерс» (7 титулов).

## История
В течение первых сезонов турнир носил название «Клубное состязание Регбийного союза». За победу в турнире клуб не получал никакого приза. В 1976 году турнир получил название John Player Cup. Перед сезоном 1989 года кубок стал называться Pilkington Cup. Впоследствии название турнира менялось ещё несколько раз.

### 2005—н.в.
Шестнадцать команд распределяются по четырём корзинам. Корзина включает три английские команды и одну валлийскую. Групповая стадия кубка предполагает по одному матчу с каждым из трёх соперников. Победители каждой группы проходят в полуфинал. Распределение команд по группам остаётся неизменным и в следующем сезоне. Однако теперь домашние матчи прошлого сезона команды проводят на поле соперника, а гостевые — дома. Кроме того, место вылетевшей из Премьер-лиги команды занимает победитель Чемпионшипа.
Изменение формата турнира и соглашение с новым титульным спонсором Powergen позволили не только увеличить выручку от продаж телевизионных прав — победа в турнире позволяла английскому клубу получить путёвку в кубок Хейнекен, если он ей ещё не обладал и если он выступал в Премьер-лиге. Все 16 участников турнира получали по меньшей мере £250 000, в то время как среди участников полуфиналов разыгрывался призовой фонд в £200 000.
Как только валлийские команды стали выступать в кубке, шотландские и ирландские представители Кельтской лиги (предшественницы Про12) потребовали исключения валлийцев из чемпионата. Впрочем, позже стороны достигли компромисса, и валлийские команды вернули себе статус участников Кельтской лиги.
По завершении сезона 2005/06 компания Powergen свернула все свои регбийные проекты. Новым спонсором стала компания EDF Energy.
С сезона 2005/06 в турнире играют 12 английских команд и четыре клуба из Уэльса. Команды из Чемпионшипа (второй английской лиги) и низших дивизионов ныне сражаются за кубок Powergen National Trophy. Кроме того, с сезона 2009/10 клубы Чемпионшипа играют в Британском и ирландском кубке.

## Победители

### Английский кубок
- 1972: «Глостер» 17–6 «Мозли»
- 1973: «Ковентри» 27–15 «Бристоль»
- 1974: «Ковентри» 26–6 «Лондон Скоттиш»
- 1975: «Бедфорд» 28–12 «Росслин Парк»
- 1976: «Госфорт» 23–14 «Росслин Парк»
- 1977: «Госфорт» 27–11 «Ватерлоо»
- 1978: «Глостер» 6–3 «Лестер»
- 1979: «Лестер» 15–12 «Мозли»
- 1980:: «Лестер» 21–9 «Лондон Айриш»
- 1981: «Лестер» 22–15 «Госфорт»
- 1982: «Глостер» и «Мозли» (титул разделён) 12–12
- 1983: «Бристоль» 28–22 «Лестер»
- 1984: «Бат» 10–9 «Бристоль»
- 1985: «Бат» 24–15 «Лондон Уэлш»
- 1986: «Бат» 25–17 «Уоспс»
- 1987: «Бат» 19–12 «Уоспс»
- 1988: «Харлекуинс» 28–22 «Бристоль»
- 1989: «Бат» 10–6 «Лестер»
- 1990: «Бат» 48–6 «Глостер»
- 1991: «Харлекуинс» 25–13 «Нортгемптон»
- 1992: «Бат» 15–12 «Харлекуинс»
- 1993: «Лестер» 23–16 «Харлекуинс»
- 1994: «Бат» 21–9 «Лестер»
- 1995: «Бат» 36–16 «Уоспс»
- 1996: «Бат» 16–15 «Лестер»
- 1997: «Лестер» 9–3 «Сейл»
- 1998: «Сэрасинс» 48–18 «Уоспс»
- 1999: «Уоспс» 29–19 «Ньюкасл»
- 2000: «Лондон Уоспс» 31–23 «Нортгемптон»
- 2001: «Ньюкасл» 30–27 «Харлекуинс»
- 2002: «Лондон Айриш» 38–7 «Нортгемптон»
- 2003: «Глостер» 40–22 «Нортгемптон»
- 2004: «Ньюкасл» 37–33 «Сейл»
- 2005: «Лидс Тайкс» 20–12 «Бат»

### Англо-валлийский кубок
- 2006: «Лондон Уоспс» 26–10 «Скарлетс»
- 2007: «Лестер Тайгерс» 41–35 «Оспрейз»
- 2008: «Оспрейз» 23–6 «Лестер Тайгерс»
- 2009: «Кардифф Блюз» 50–12 «Глостер»
- 2010: «Нортгемптон» 30–24 «Глостер»
- 2011: «Глостер» 34–7 «Ньюкасл»
- 2012: «Лестер Тайгерс» 26–14 «Нортгемптон»
- 2013: «Харлекуинс» 32–14 «Сейл Шаркс»

## Спонсоры

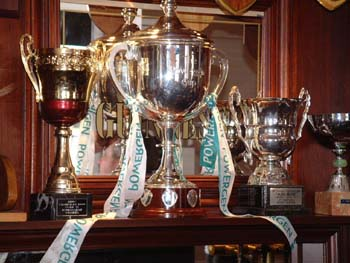
Кубок Powergen (центральный) в музее «Лондон Айриш». 2002 год.

- 1972—75: Регбийный союз
- 1976—88: John Player
- 1989—97: Pilkington Glass
- 1998—2000: Tetley's Bitter
- 2001—05: Powergen
- 2006—09: EDF Energy
- 2009—н. в.: LV=